# Palazzo Zani

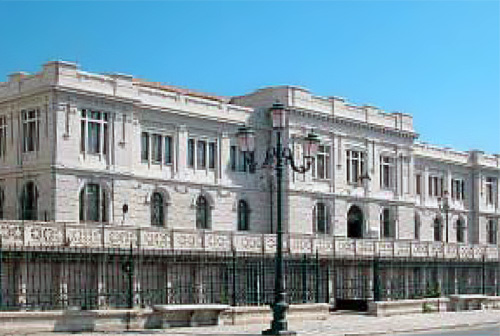
O Palazzo Zani visto do Lungomare Falcomatà.

O Palazzo Zani, é um palácio de Reggio Calabria, na Itália. Conhecido como antigo Palazzo del Genio Civile, hoje sede da Faculdade de Jurisprudência, toma o nome Gino Zani, o engenheiro que projectou este e muitos outros edifícios da cidade durante a última reconstrução.

## História e Arquitectura

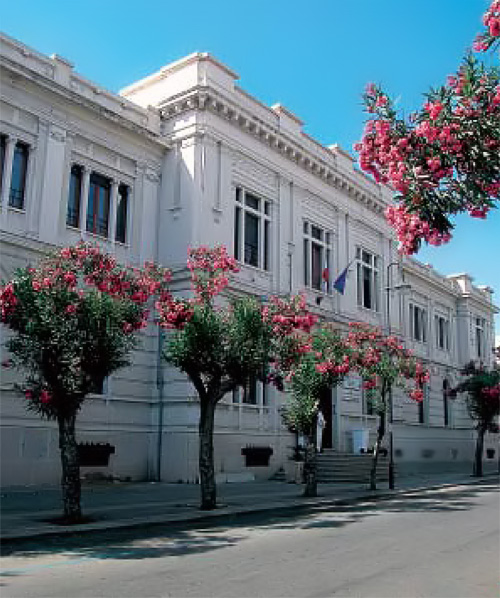
Parte da fachada do Palazzo Zani, visto da Via Miraglia.

Com o seu imponente complexo arquitectónico, o palácio ocupa a área delimitada pela Via Dei Bianchi (Via Miraglia), Via Felice Valentino, o Lungomare Falcomatà e a Via Vitrioli.
Instalado num lote rectangular, o edifício projectado por Zani e apresentado à Commissione Edilizia em Julho de 1920, possui dois pisos mais uma cave, e segue constantemente a linha de desnível do Lungomare até chegar à Via Dei Bianchi, onde se apresenta com um compartimento de maior altura.
As fachadas quase uniformes apresentam corpos levemente salientes nas soluções de esquina. No Lungomare possui um corpo central pouco mais alto e ligeiramente saliente. O piso térreo é definido, em toda a sua altura, por um colmeado com uma série de janelas arcadas encimadas por uma chave de volta alongada. Nas esquinas apresenta amplas aberturas com mísulas que sustêm o arco semicircular e um tímpano ornado. A fachada voltada para a Via Dei Bianchi está organizada do mesmo modo, com excepção da definição de acesso que oferece uma ampla escadaria.
No piso superior, com ritmo regular interrompido por pilastras, distinguem-se amplas aberturas rectangulares com friso decorado. Nos dois extremos do corpo central, duas janelas com mísulas que sustêm a moldura, e o frontão com tímpano decorado, tudo encimado por uma cornija e uma balaustrada em cimento em torno do telhado aterraçado.

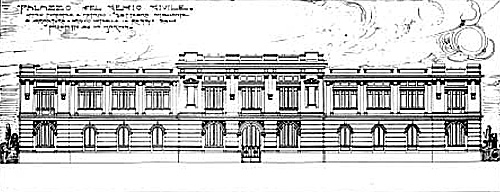
Desenho do projecto do Palazzo Zani.

O Palazzo Zani foi recentemente redesenhado para hospedar a sede da Faculdade de Jurisprudência da Università degli Studi Mediterranea.